# Chitară electrică

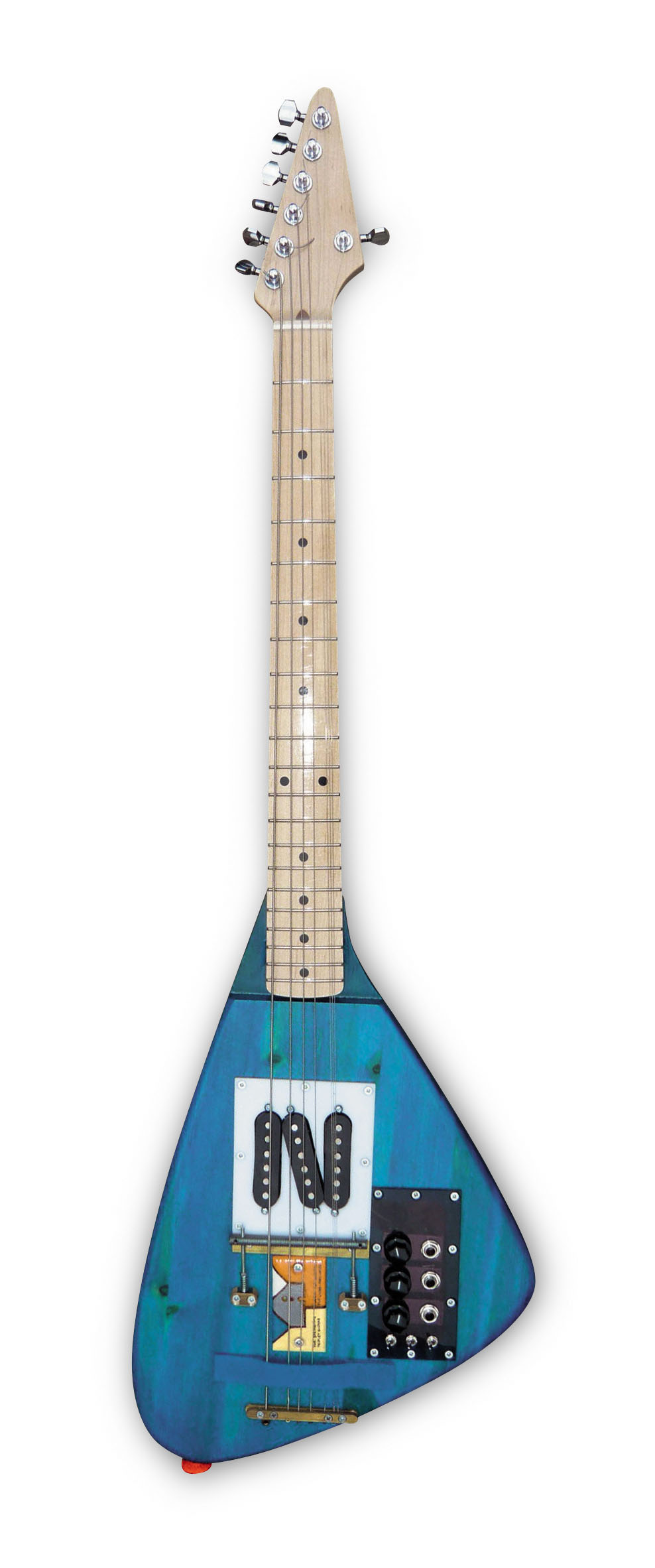
Springtime, Yuri Landman, 2008

Chitara electrică este un tip de chitară care folosește doze electromagnetice pentru a converti vibrațiile provenite de la corzile metalice în curent electric, care poate fi amplificat.

## Efecte de alterare a timbrului
Semnalul provenit de la chitară poate fi apoi alterat pentru a obține diverse efecte sonore, etapă care are loc, în cele mai multe cazuri, înaintea introducerii semnalului în amplificator. Totuși, există efecte care se alimentează din semnalul primit anterior de sistemul de amplificare, variind între cea mai mică diferență în timp,(numită latență, adesea insesizabilă, mai mică de 60 ms pentru un rezultat convingător) și care pot fi obținute și în distanțe mai mari în timp (de exemplu, pentru efectul care imită producerea ecoului).
Dintre efectele de chitară consacrate:
- distorsionare (distortion / overdrive / fuzz) - apariția unui zumzet armonic (o mulțime de sunete/semnale ce însoțesc armonic sunetul/semnalul principal); efect obținut originar prin forțarea amplificatorului electric de chitară;
- reverberație (reverb) - adăugarea unui semnal întârziat, simulând ecoul dintr-o incintă spațioasă;
- cor (chorus) - adăugarea unui sunet/semnal cvasi-identic (cu un ușor decalaj) pentru crearea senzației de prezență multiplă;
- întârziere (delay) - întârzierea sunetului/semnalului cu un timp prestabilit (și eventual reluarea);
- ecou (echo) - adăugarea efectului de ecou (realuare întârziată și repetată a sunetului/semnalului);
- vibrato - adăugarea de alterații (periodice) în înălțimea/frecvența sunetului/semnalului;
- tremolo - alterarea volumului sunetului/semnalului (cu periodicitate);
- wah-wah - modularea sunetului/semnalului (în frecvențele fundamentalei și aromonicelor) pentru crearea onomatopeei "uau" la fiecare notă muzicală;
- compresie (compressor) - accentuarea regimului de atac al notelor (se accentuează panta crescătoare a semnalului);
- decompresie - atenuarea regimului de atac al notelor (se obține un sunet similar viorii);
- flanger - adăugarea unui sunet/semnal întârziat și modulat în frecvență;
- phaser - adăugarea unui sunet/semnal periodic modulat în frecvență;